# Abdoulla Daoudov
Abdoulla Hamidovitch Daoudov (Абдулла Хамидович Даудов), né en décembre 1952 dans l'oblast de Djalal-Abad en Kirghizie soviétique, est un historien et universitaire de citoyenneté russe et d'origine tchétchène. Ses recherches sont surtout centrées autour de l'histoire des peuples de l'ex-URSS. Le professeur Daoudov est l'actuel doyen, depuis 2012, de la faculté d'histoire de l'université d'État de Saint-Pétersbourg.

## Biographie
Abdoulla Daoudov naît en Kirghizie soviétique dans une famille tchétchène qui comme tout le peuple tchétchène - et une grande partie du peuple ingouche - a été déportée sur ordre de Staline hors de Tchétchénie vers l'Asie centrale, à la fin de la Seconde Guerre mondiale. En effet le peuple tchétchène était accusé par le régime de collusion avec l'Allemagne hitlérienne dont l'armée cherchait à atteindre le Caucase et son pétrole.
Le père de famille, Hamid Daoudovitch Missirpachaïev, est enseignant et philologue. En 1957, la famille retrouve le droit de rentrer en République socialiste soviétique autonome de Tchétchénie-Ingouchie après treize ans d'exil. Le jeune Abdoulla a cinq ans.
Il termine en 1970 l'école secondaire de Saïassan avec une médaille d'or et entre à l'université d'État de Tchétchénie-Ingouchie « Léon-Tolstoï », puis en 1973 à la faculté d'histoire de l'université de Léningrad dont il sort diplômé en 1975. Depuis cette date, il vit et travaille à Léningrad (aujourd'hui Saint-Pétersbourg).
Il défend sa thèse en 1984 consacrée à l'« Éducation et au développement de la république socialiste soviétique autonome de la Montagne, 1920-1924. Problèmes de l'édification d'une nation. » En 1998, il défend sa thèse de doctorat intitulée « Le Développement socio-économique de la RSSA de la Montagne, 1920-1924. »
De 1979 à 1986, il travaille à l'institut hydrométéorologique de Léningrad, d'abord comme assistant, puis comme maître de conférences et professeur agrégé (dozent en russe). Depuis 1986, il enseigne à la faculté d'histoire. À partir de 2011, il y dirige la chaire fondée à son initiative consacrée à l'histoire des peuples des pays de la CEI. Auparavant, il enseignait à la chaire d'histoire du management et de l'entreprenariat. En octobre 2011, il est nommé doyen par intérim de la faculté d'histoire et en mai 2012 il est confirmé à ce poste par le conseil de l'université.

## Congrès de Vaïnakh
Une place importante de la vie du professeur Daoudov est occupée par l'étude du peuple tchétchène. Il déclare dans un entretien que son intérêt envers cette question lui est apparu dès l'enfance et qu'il a approfondi ses recherches à partir des années 1990 au vu des événements de la guerre de Tchétchénie. Constatant que les liens entre les Tchétchènes et les Russes étaient en train de se briser, il s'est consacré au renforcement de la paix entre les deux communautés, notamment à Saint-Pétersbourg et sa région.
En 2004, il est élu président de l'organisation « Congrès de Vaïnakh » de la communauté de la diaspora tchétchène pétersbourgeoise. Il en demeure à la tête jusqu'en 2008.
Pendant le temps de sa présidence, le professeur Daoudov organise des événements culturels de la communauté tchétchène qui se tiennent traditionnellement dans les murs de l'université de Saint-Pétersbourg ou dans différentes maisons de la culture de la ville. C'est ainsi qu'ont lieu des événements marquants, comme les expositions des peintres tchétchènes Saïd Bitsiraïev, ou Soultan et Letcha Abaïev. Il s'efforce aussi de faire tout son possible pour que les membres de cette communauté se sentent à l'aise dans cette métropole où cohabitent toutes les nations composant les différents peuples de Russie, et pour améliorer les liens des autres communautés envers les Tchétchènes, leur culture, leur mentalité, tout cela dans le but de faire « renaître une attitude de respect et de bienveillance envers le peuple tchétchène. ».
En 2010, il entre au comité consultatif sur les questions de nationalités, formé par l'administration locale de Saint-Pétersbourg.
Il est marié et a deux enfants, un fils Timerlan et une fille, Tamila. Il s'intéresse à la peinture et à la course automobile.

## Quelques publications
- (ru) A. Daoudov L'Éducation et le développement de la RSSA de la Montagne, 1920-1924. Problèmes de l'édification d'une nation. Thèse, Léningrad, 1984, 220 pages;
- (ru) A. Daoudov, La RSSA de la Montagne. Essai d'histoire socio-économique, 1920-1924, Saint-Pétersbourg, 1997;
- (ru) A. Daoudov, Le Développement socio-économique de la RSSA de la Montagne, 1920-1924, thèse de doctorat d'histoire, Saint-Pétersbourg, 1998 Texte en ligne;
- (ru) A. Daoudov et D. Meskhidzé, La Question nationale et étatique des peuples de la Montagne de Transcaucasie, 1917-1924, Saint-Pétersbourg, 2009